# Svatoslav (district de Třebíč)
Pour les articles homonymes, voir Svatoslav.
Svatoslav (en allemand : Swatoslau) est une commune du district de Třebíč, dans la région de Vysočina, en République tchèque. Sa population s'élevait à 262 habitants en 2020.

## Géographie
Svatoslav se trouve à 12 km au nord-nord-ouest de Třebíč, à 21 km à l'est-sud-est de Jihlava et à 132 km au sud-est de Prague.
La commune est limitée par Kamenice et Pavlínov au nord, par Horní Radslavice et Bochovice à l'est, par Benetice et Čechtín au sud, et par Kouty et Radošov à l'ouest.

## Histoire
La première mention écrite de la localité date de 1290.

## Transports
Par la route, Svatoslav se trouve à 14 km de Třebíč, à 27 km de Jihlava et à 153 km de Prague.